# Jo Uiterwaal

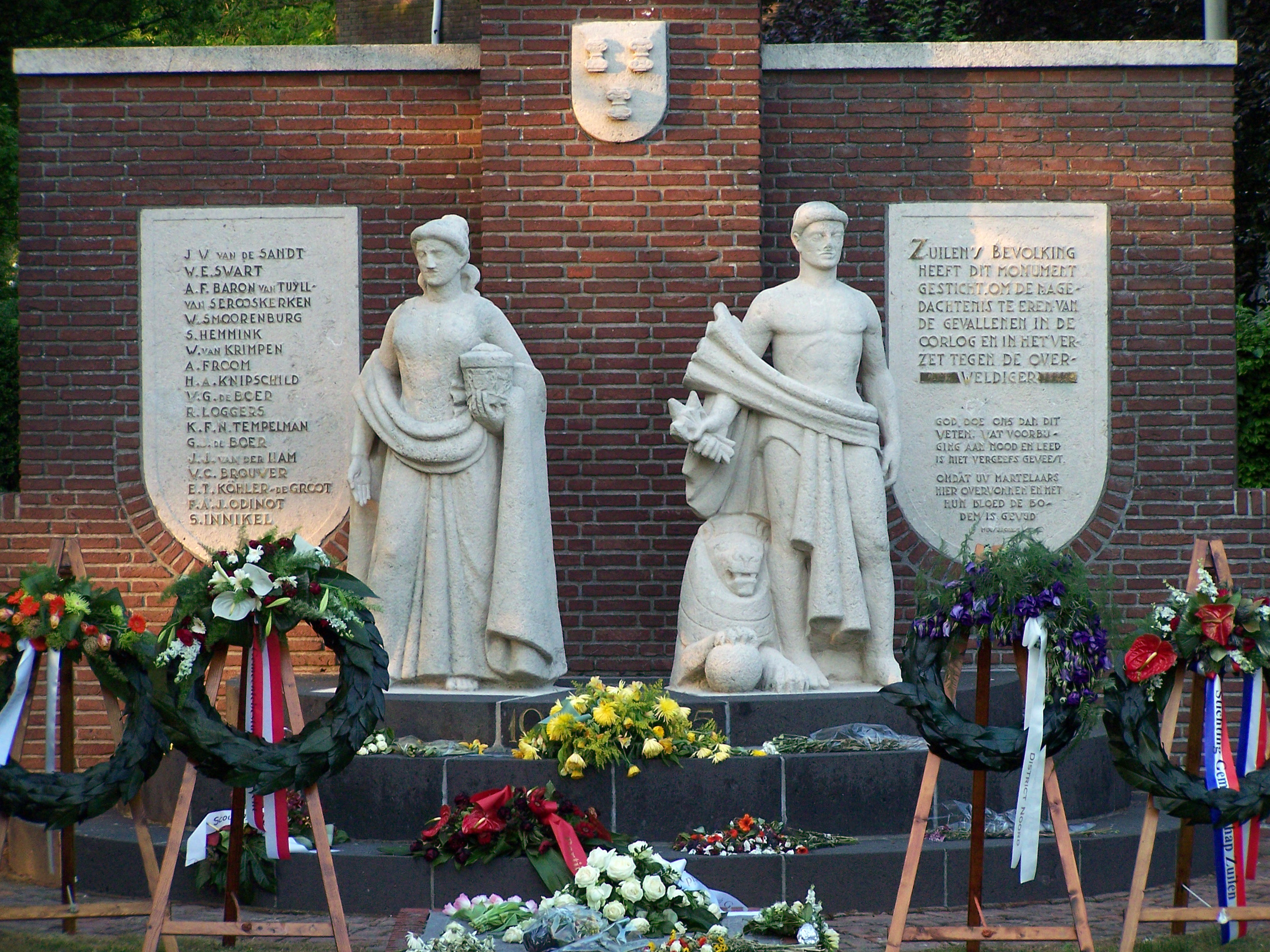
Detail van het Monument voor Zuilense Gevallenen in Zuilen (Utrecht) uit 1949. Het geheel is een ontwerp van architect W.C. van Hoorn. Links staan de namen van de gevallenen, rechts staat een gedicht van Muus Jacobse.

Johannes Wilhelmus "Jo" Uiterwaal (IJsselstein, 21 mei 1897 - Utrecht, 11 juni 1972) was een Nederlands beeldhouwer en meubelontwerper.

## Leven en werk
Uiterwaal werd geboren als zoon in een katholiek gezin. Zijn vader was houtsnijder. Van de negen kinderen zijn Jo en zijn oudere broer Steph verdergegaan in de beeldhouwkunst.
Uiterwaal leerde het vak als leerling van A.J. Dresmé, waar hij werk uitvoerde in opdracht van Joseph Mendes da Costa. De invloed van Mendes da Costa is duidelijk zichtbaar in het naoorlogse werk van Jo. Van 1918 tot 1920 volgde hij een avondopleiding aan de Kunstnijverheidsschool in Utrecht waar hij les kreeg van Willem van Leusden. Samen met Steph nam hij ook deel aan het tekenclubje van Willem van Leusden. Een tekenclubje dat al vroeg experimenteerde met nieuwe stijlen als het kubisme en zeer belangrijk werd voor de ontwikkeling van de kunst in Utrecht. Jo bleek hierbij duidelijk de meest getalenteerde te zijn, ook ten opzichte van zijn broer. Zijn beelden die hij in deze periode maakte - en de beelden die hij heimelijk daarna maakte - bleken zeer vernieuwend en worden beschouwd als de meest geslaagde kubistische beeldhouwwerken in Nederland. Hier kwamen de broers in contact met Gerrit Rietveld met wie Jo en ook zijn broer Steph samen nog enkele meubels hadden ontworpen.
De beelden van Jo van rond deze periode kwamen pas na zijn dood boven water want de crisis in de jaren dertig dwong vele beeldhouwers zich te wijden aan de commerciële beeldhouwkunst. Het optimisme van na de Eerste Wereldoorlog, dat tot uiting kwam in het kubisme, futurisme en het nieuwe bouwen, maakte plaats voor pessimisme en terugkeer naar de gevestigde en ambachtelijke tradities. Dat betekende in de praktijk dat men vooral opdrachten aannam uit de katholieke kerkelijke hoek, waar traditie en vakmanschap veel meer werden gewaardeerd. Jo Uiterwaal was bang dat zijn kubistische beelden de opdrachtgevers zou afschrikken en toonde ze daarom niet aan de buitenwereld. Jo Uiterwaal zou zelfs uit armoede weer terugkeren naar het atelier van Brom, waar hij enkele jaren daarvoor ook had gewerkt maar was ontslagen nadat hij had meegedaan aan een staking. In 1929 trouwde hij met de zuster van Jan van Kleef. In 1938 reisde Jo naar Versailles af, in opdracht van de KRO, om zich daar te laten inspireren door het plafondstucwerk dat hij vervolgens moest aanbrengen in de nieuwe studio, ontworpen door Willem Maas.
In 1933 kwam Jo Uiterwaal via Louis Wijmans van Genootschap Kunstliefde in contact met Sybold van Ravesteyn. Jo werkte na die eenmalige opdracht van Maas veel samen met architect Sybold van Ravesteyn, die als een van de eersten weer beeldhouwkunst toeliet in zijn ontwerpen van na de Tweede Wereldoorlog en een belangrijke opdrachtgever had, de NS. In eerste instantie werkte Van Ravesteyn met Mari Andriessen, Willem Valk en Willem van Kuilenburg maar Jo Uiterwaal kreeg van hem het meeste vertrouwen, waarschijnlijk omdat Jo precies deed wat Van Ravesteyn van hem vroeg. Zo werkte Uiterwaal bij de totstandkoming van de stations van Gouda, Vlissingen, Roosendaal en Nijmegen. De beelden werden naar het ontwerp van Jo Uiterwaal gemaakt van chamotte bij Goedewaagen’s Koninklijke Hollandse Aardewerkfabriek uit Gouda. Voor de Elektriciteitsfabriek Galileïstraat werkte Uiterwaal samen met de architect Ad van der Steur.

## Werken in de openbare ruimte

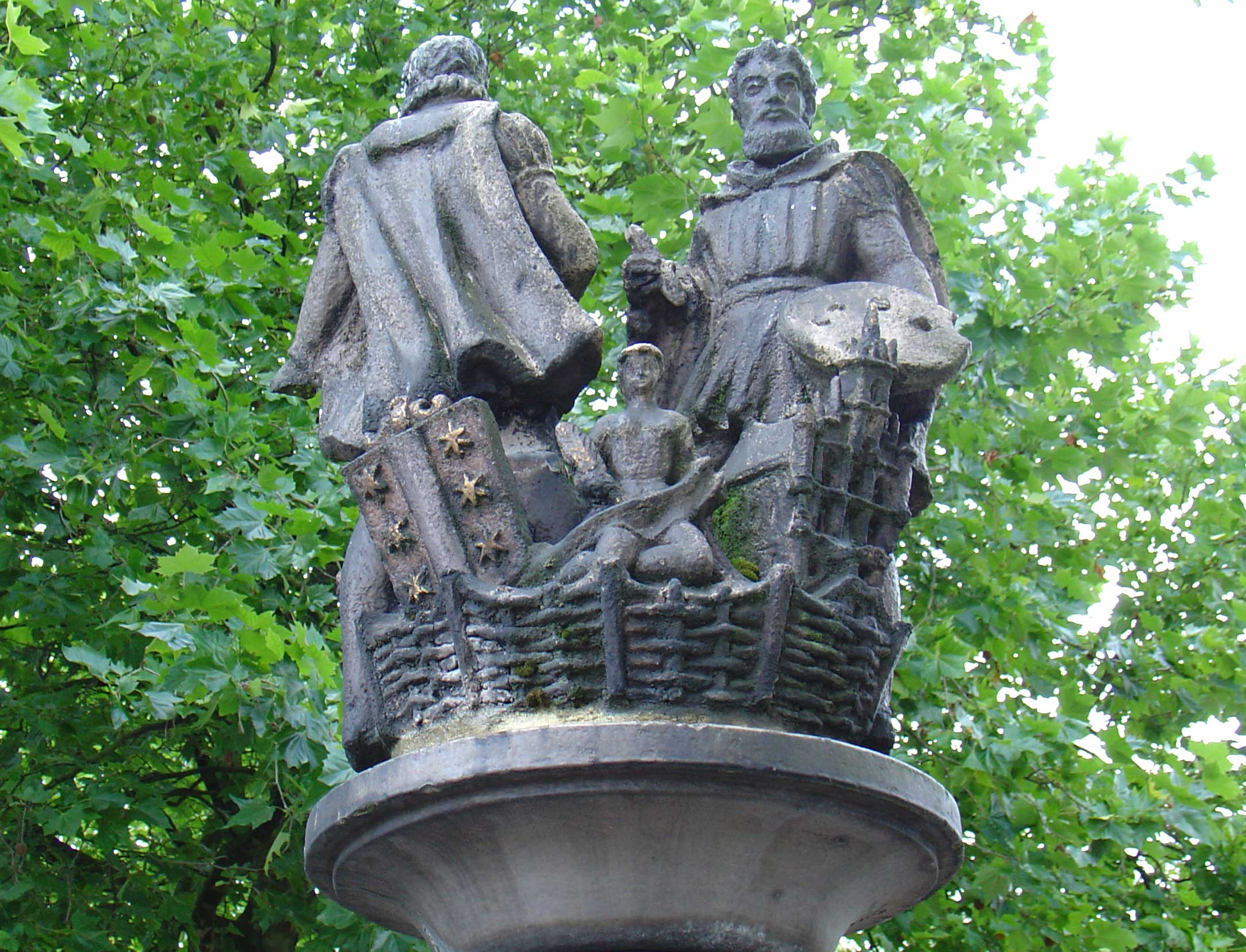
Standbeeld voor Dirck en Wouter Crabeth, Stationsplein te Gouda

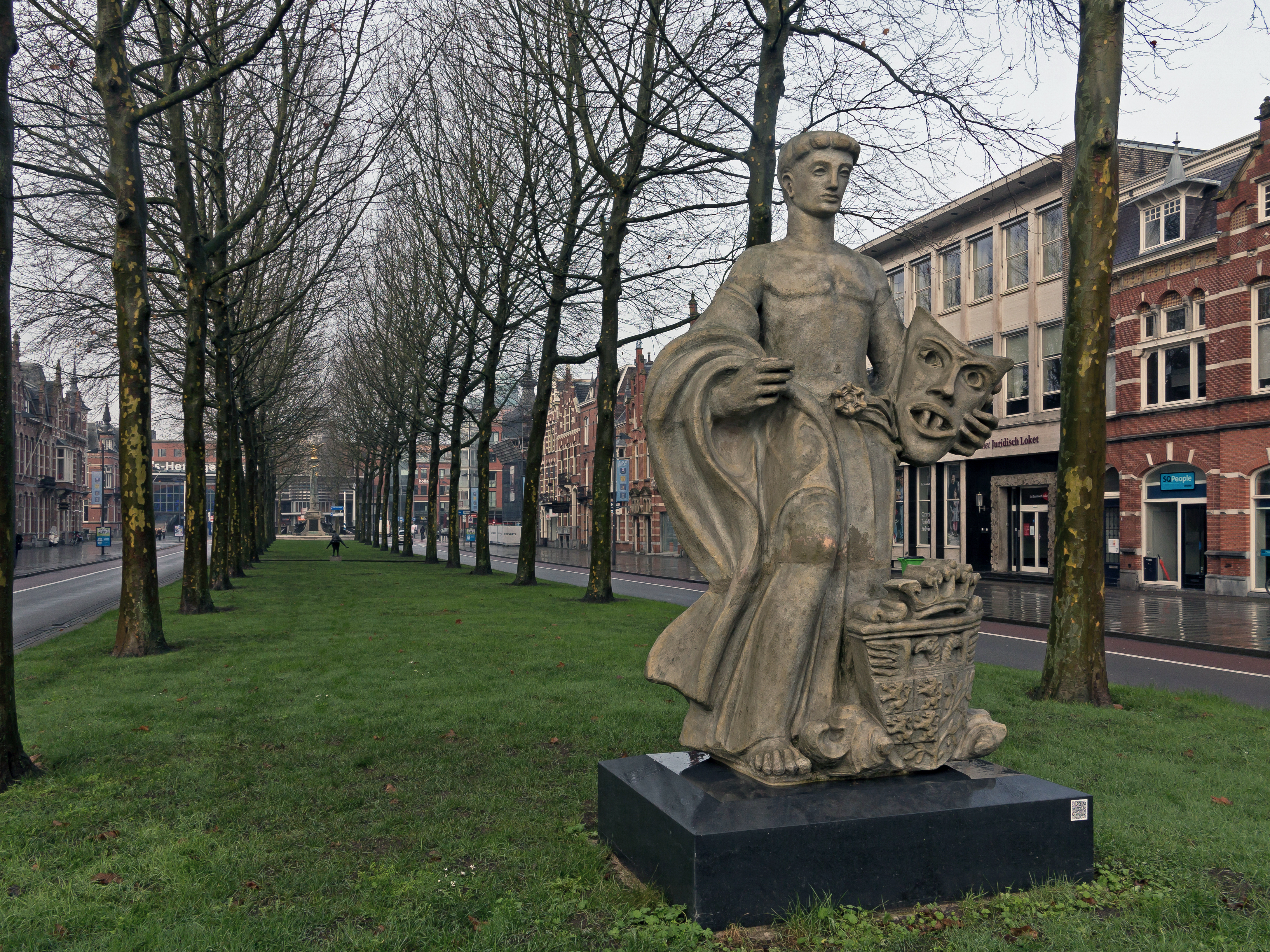
Het beeld Carnaval in Den Bosch

- 1935: Christus aan het kruis met aan weerszijden Johannes en Maria, Kerk van het Heilig Sacrament aan de Sonniusstraat in 's-Hertogenbosch.[5]
- 1936: Monument ter nagedachtenis aan het huwelijk van Koningin Juliana en Prins Bernhard, Moreelsepark, Utrecht
- 1938: sierstucwerk aan plafond en dolfijn op de binnenplaats KRO studio ontvangstzaal in Hilversum (architect W.A. Maas).[6]
- 1938: reliëf aan Sint Jozefhuis, Hoek Graafseweg / Muntelbolwerk, 's-Hertogenbosch (verwoest tijdens de Tweede Wereldoorlog)[7]
- 1938: Vliegermonument, kruising Clement van Maasdijkstraat / Wethouder D.M. Plompstraat in Utrecht.
- 1940: ornamenten en sculpturen Schouwburg Kunstmin in Dordrecht (ontwerp Sybold van Ravesteyn)
- 1940 betonplastieken in het midden van de grote vijver en een betonplastiek op fontein in westelijke bassin, Diergaarde Blijdorp, ontwerp Sybold van Ravesteyn[8]
- 1940 Maria-, Jozef-, en hoofdaltaar, Sint-Petrus'-Bandenkerk (Leende)[9]
- 1940: sluitsteen Technische school. 's-Graveland (ontwerp F.A. Eschauzier)[10]
- 1944: Bakkertje, ingang voormalig Lubro terrein aan de Westerdijk in Utrecht.[11], Gemaakt in ruil voor een aantal weken gratis brood.
- 1945: Drama van Benschop, Benedeneind Zuidzijde, Benschop (ontwerp Sybold van Ravesteyn)
- 1946 Mariabeeld, Ter dankbare gedachtenis van hen die hun leven gaven in de jaren van verdrukking en verzet 1940-1945., hoek Trouwlaan en Hesperenstraat in Tilburg.[12]
- 1949: beelden voor Station Roosendaal (ontwerp Sybold van Ravesteyn).[13]
  - vrouwenfiguur met een kind
  - vrouwenfiguur met een hond
  - man knielend in een korenschoof met een NS gevleugeld wiel in de hand
  - mannenfiguur met twee vrouwenfiguren aan elk zijn zijde (1949), Toegangspoort Van Gend & Loos terrein station
  - vrouwenfiguur met kind
  - vrouwenfiguur met paard en NS gevleugeld wiel
  - vrouwenfiguur met hand op een NS gevleugeld wiel
- 1949: mannenfiguur met een toorts (oorlogsmonument), Stationsplein, Roosendaal
- 1949: Monument voor Zuilense Gevallenen, Prins Bernhardplein, Utrecht (ontwerp W.C. van Hoorn)
- 1950: vrouwenfiguur met gevleugeld wiel en een paard; vrouwenfiguur met een hoorn des overvloeds en een vis; vrouwenfiguur met een korenschoof en paarden, naast een mannenfiguur met een ploeg en een gevleugeld wiel voor het Station Vlissingen (ontwerp Sybold van Ravesteyn)
- 1950: topgevelbekroning 25 kV-station, Elektriciteitsfabriek Galileistraat (architect A.van der Steur). Allegorische voorstelling van een kolencentrale. Hergebruikt 2006.
- 1951: beelden voor het Station 's-Hertogenbosch (ontwerp Sybold van Ravesteyn)[14] Het station is in 1996 gesloopt, de werken zijn herplaatst.
  - Mercurius met Pegasus
  - Carnaval of Bossche Gemoedelijkheid
  - Neptunus
  - Phoenix
- 1952: De Vier Industrieën van Gouda (o.a. De Wafelbakkerij) voor het Station Gouda (ontwerp Sybold van Ravesteyn) Het station is in 1984 gesloopt, de beelden zijn hergebruikt bij de nieuwbouw.
- 1952: standbeeld voor de gebroeders Dirck en Wouter Crabeth, Stationsplein, Gouda
- 1953 beelden en reliëfs voor het Station Nijmegen (ontwerp Sybold van Ravesteyn):[15]
  - beeld van man op paard
  - reliëf van vrouw met fakkel
  - reliëf van man met paard
  - reliëf
  - Drie staande figuren
  - Twee knielende figuren
- 1961: Prins Amadeiro XVI (Pom van der Elst), station 's-Hertogenbosch